# Ronni Hawk
Ronni Hawk (Boca Raton, 9 settembre 1999) è un'attrice statunitense.
È conosciuta per aver interpretato il ruolo di Rachel nella serie televisiva Harley in mezzo e per aver partecipato alla serie Netflix On My Block interpretando Olivia.

## Filmografia
- Harley in mezzo (Stuck in the Middle) – serie TV, 39 episodi (2016-2018)
- On My Block – serie TV, 9 episodi (2018)
- S.W.A.T – serie TV, episodio 2x08 (2018)
- Legacies – serie TV, episodi 2x12-2x13 (2020)

## Doppiatrici italiane
- Veronica Benassi in Harley in mezzo
- Eva Padoan in On My Block